# The Garden (Album)
The Garden ist das zweite Soloalbum des ehemaligen Ultravox-Sängers John Foxx. Es erschien 1981 auf Virgin Records.

## Entstehung
Nach Erscheinen seines ersten Soloalbums Metamatic hatte sich Foxx in einem Landhaus in Surrey sein eigenes Aufnahmestudio namens The Garden eingerichtet. Der Name des Studios und der Name des Albums rühren von mehreren Faktoren her. Zum einen war Foxx katholisch erzogen worden und dadurch früh mit der Heiligen Messe und Gregorianischen Chorälen in Berührung gekommen. Zum anderen war Foxx nach dem Erscheinen von Metamatic viel gereist und hatte das ländliche England sowie dessen Architektur und Geschichte studiert sowie eine Zeitlang in Italien gelebt.
Im Oktober 1980 veröffentlichte Foxx, um die Wartezeit auf das neue Album zu überbrücken, die Single Miles Away, die auf keinem regulären Album veröffentlicht wurde. Diese Single nahm den Bruch mit dem unterkühlten Electro auf Metamatic vorweg. Im Gegensatz zum Vorgängeralbum Metamatic, bei dem außer einigen Bass-Spuren keine Instrumente eingesetzt wurden, arbeitete Foxx für The Garden mit Gitarre (elektrisch und akustisch), Bass, Piano und Percussion. Die Gitarre übernahm Robin Simon, der in den 1970er-Jahren schon bei Ultravox und danach bei Magazine gespielt hatte. Teile des Titeltracks The Garden wurden im Rahmen von Außenaufnahmen in Gärten erstellt.
Die Covergestaltung wurde durch die Agentur Ansell Sadgrove ausgeführt, dabei wurden Fotografien von Peter Gilbert verwendet. Der ersten Auflage war ein Hochglanz-Booklet mit dem Titel "Church" beigelegt, das Texte und Fotografien von Foxx enthielt.

## Titelliste
1. Europe After the Rain (3:57)
2. Systems of Romance (4:02)
3. When I Was a Man and You Were a Woman (3:37)
4. Dancing Like A Gun (4:10)
5. Pater Noster (2:32)
6. Night Suit (4:26)
7. You Were There (3:51)
8. Fusion/Fission (3:48)
9. Walk Away (3:52)
10. The Garden (7:03)

Das Album wurde 1993, 2001 und 2008 wiederaufgelegt. Dabei wurden jeweils unterschiedliche Bonustracks hinzugefügt:

### Neuauflage von 1993, Virgin
1. Young Man (2:55)
2. Dance With Me (3:33)
3. A Woman on a Stairway (4:30)
4. The Lifting Sky (4:46)
5. Annexe (3:07)
6. Wings and a Wind (5:19)

### Neuauflage von 2001, Edsel
1. A Long Time (3:49)
2. This Jungle (4:41)
3. Swimmer 2 (3:31)
4. Swimmer 1 (5:10)
5. Young Man (2:53)

### Neuauflage von 2008, Edsel
1. Swimmer II (5:16)
2. This Jungle (4:44)
3. Miles Away (3:19)
4. A Long Time (3:51)
5. Swimmer I (3:34)
6. Fog (5:53)
7. Swimmer III (5:27)
8. Swimmer IV (3:58)
9. Dance With Me (Early Version) (3:52)
10. A Woman On A Stairway (Early Version) (5:02)
11. Fusion/Fission (Early Version) (3:53)
12. Miles Away (Alternative Version) (3:23)

## Rezeption
The Garden gelangte am 3. Oktober 1981 in die UK-Charts und verblieb dort sechs Wochen, wobei Platz 24 als Spitzenplatz erreicht wurde. Europe after the Rain und Dancing like a Gun wurden als Singles ausgekoppelt. Europe After The Rain hielt sich fünf Wochen in den UK-Single-Charts und erreichte Platz 40. Dancing Like A Gun verfehlte die Top 75.
Allmusic ordnet das Album als „polished, epic post-punk of the finest variety“ ein und vergleicht es mit Alben von Bands wie U2, Simple Minds und Echo & the Bunnymen. Trouser Press befand, dass „Foxx' Songwriting und Faible für Metaphorik neue Höhepunkte erreichten“. Boomkat hörte Einflüsse von Velvet Underground und Roxy Music heraus und hielt Foxx für ein „New-Wave-Genie“. Das britische Barcode-Magazin sah „Spuren von Ambient-Musik“ und bewertete The Garden als „Foxx' vielleicht kreativstes Album des Jahrzehnts“. The Quietus attestierte dem Album eine „organische Chemie“. Terrorverlag.com sah in The Garden einen deutlichen Gegensatz zum Vorgängeralbum Metamatic, das mit „verträumten Klanglandschaften“ und Gitarrenklängen anstelle von kühlem, synthetischem Sound aufwarte. Der Titelsong nehme viel vom 1997 von Foxx veröffentlichten Ambient-Album Cathedral Oceans vorweg.